# Tosta
Tosta is een geslacht van vlinders van de familie dikkopjes (Hesperiidae), uit de onderfamilie Pyrginae.

## Soorten
- T. gorgus (Bell, 1937)
- T. niger (Williams & Bell, 1940)
- T. platypterus (Mabille, 1895)
- T. sapasoa Nicolay, 1973
- T. taurus Evans, 1953
- T. tosta Evans, 1953